# خوانیتو (بازیکن فوتبال، زاده ۱۹۸۸)
خوانیتو (انگلیسی: Juanito؛ زادهٔ ۱۲ مهٔ ۱۹۸۸) بازیکن فوتبال اهل اسپانیا است.
از باشگاه‌هایی که در آن بازی کرده‌است می‌توان به باشگاه فوتبال شلاسک وروتسواف، باشگاه فوتبال رئال بتیس، باشگاه فوتبال خرز، و باشگاه فوتبال آلکورکون اشاره کرد.